# I Know There's Something Going On
Singles de Frida
Fernando
(1976) To Turn the Stone
(1982)
I Know There's Something Going On est une chanson de l'ex-membre du groupe Abba, Anni-Frid Lyngstad (ou Frida) enregistrée en 1982. C'est le premier single de son album solo Something Going On produit par le batteur Phil Collins. Elle fut un succès énorme dans le monde entier en 1982. La vidéo promotionnelle est incluse dans les 3 documentaires d'1/2 heure Frida – The DVD (en).

## Histoire de la chanson
L'enregistrement a eu lieu au Polar Music Studio d'Abba, à Stockholm, en février 1982. Comme Abba était officieusement en pause, Frida a passé du temps sur son projet solo. Au moment de l'enregistrement de cette pièce, Frida a voulu qu'elle se distingue bien du son pop typique de son ex-groupe ABBA. "I Know There's Something Going On", écrit par Russ Ballard et produit par Phil Collins, est beaucoup plus rock que les chansons d'ABBA. Le chant de Frida, la batterie lourde de Collins et les guitares de Daryl Stuermer plus rock, ont beaucoup contribué à l'énorme succès de cette chanson. Les chœurs sont réalisés par Frida et Phil Collins.

## Sortie et accueil
I Know There's Something Going On est sorti durant l'été 1982 et a connu un succès majeur pour Frida. Le single a atteint la première place en Belgique et en Suisse. Le titre a atteint le top 10 dans la plupart des pays d'Europe, atteignant notamment la troisième place en Suède, pays natal d'ABBA, ainsi qu'en Australie et en Afrique du Sud. 
En France, le single se classe à partir du 30 août 1982, où il débute à la 60e place. Le single monte doucement dans le classement avant de connaître un premier sursaut à la mi-octobre 1982 où il arrive à atteindre le top 30 hebdomadaire après huit semaines de présence et le top 20 la semaine suivante avec une 15e place à cette période. Il entre dans le top 10 à sa onzième semaine de présence début novembre 1982. Il atteint la 3e place à l'approche des fêtes de Noël 1982, partageant le podium avec Quand la musique est bonne de Jean-Jacques Goldman et Hou ! La Menteuse de Dorothée et redescend doucement puis de manière marquée au début de l'année 1983 et une forte pour sa vingtième et dernière semaine de présence dans le classement, passant de la 45e à la 70e place fin février-début mars 1983. Les ventes atteignent les 400 000 exemplaires sur le territoire français.
Il a connu une longue carrière aux États-Unis, où il a atteint la 13e place du Billboard Hot 100 et est resté 29 semaines au total, une durée inhabituellement longue à l'époque. Cela s'est reflété dans le classement de fin d'année 1983, où il a atteint la 20e place sans atteindre le top 10 Une exception au succès de la chanson a eu lieu au Royaume-Uni, marché traditionnellement populaire pour ABBA, où il n'a pas réussi à entrer dans le top 40, atteignant la 43e place. Sa collègue Agnetha Fältskog a également eu du mal à pénétrer le marché britannique.

## Crédits
- Frida : chant, chœurs
- Daryl Stuermer : guitares
- Mo Foster : basse
- Peter Robinson : claviers
- Phil Collins : batterie, chœurs, production

## Classements
| Classement (1982–1983)                              | Meilleure position |
| --------------------------------------------------- | ------------------ |
| Australie (Kent Music Report)                       | 5                  |
| Autriche (Ö3 Austria Top 40)                        | 3                  |
| Belgique (Flandre Ultratop 50 Singles)              | 1                  |
| Canada (RPM 50 Singles)                             | 30                 |
| Finlande (Suomen virallinen lista)                  | 7                  |
| France (IFOP)                                       | 3                  |
| Irlande (IRMA)                                      | 23                 |
| Pays-Bas (Nederlandse Top 40)                       | 3                  |
| Pays-Bas (Single Top 100)                           | 3                  |
| Norvège (VG-lista)                                  | 3                  |
| Afrique du Sud (Springbok Radio)                    | 5                  |
| Espagne (AFYVE),                                    | 29                 |
| Suède (Sverigetopplistan)                           | 3                  |
| Suisse (Schweizer Hitparade)                        | 1                  |
| Royaume-Uni (UK Singles Chart)                      | 43                 |
| États-Unis (Hot 100)                                | 13                 |
| États-Unis (Rock Top Tracks)                        | 17                 |
| États-Unis (Cash Box Top 100 Singles)               | 14                 |
| États-Unis (Radio & Records AOR/Hot Tracks)         | 10                 |
| États-Unis (Radio & Records Contemporary Hit Radio) | 9                  |
| Allemagne de l'Ouest (Media Control)                | 5                  |